# Der Löwe und der Frosch
Der Löwe und der Frosch ist ein Märchen. Es stand in den Kinder- und Hausmärchen der Brüder Grimm nur im zweiten Teil der 1. Auflage von 1815 (da Nr. 43) an Stelle 129 (KHM 129a).

## Inhalt
Der Sohn und die Tochter eines Königspaares lieben sich sehr. Als der Sohn einmal nicht von der Jagd heimkommt, sucht ihn die Tochter und begegnet erschöpft einem freundlichen Löwen, der sie durch eine dunkle Höhle in einen Garten mit Palast trägt. Dem Löwen soll sie dienen, um ihren Bruder wiederzubekommen. Als sie einmal traurig im Garten herumgeht, sieht sie auf einer Insel in einem Teich einen Laubfrosch mit einem Rosenblatt auf dem Kopf, der ihr beizustehen verspricht. Als der Löwe einen Mückenkuchen verlangt, bäckt der Frosch einen. Sie soll dem schlafenden Löwen den Kopf abhauen. Als sie das tut, sind ihr Bruder und dessen Geliebte, die der Frosch war, erlöst.

## Herkunft und Vergleiche
Das Zaubermärchen stammt von Ludovica des Bordes, die es am 31. Mai 1814 für die Brüder Grimm mit der Bemerkung aufschrieb, dass sie es mit fünf oder sechs Jahren von ihrer Mutter hörte, sich nicht mehr an alles erinnerte. Heinz Rölleke hält diese Angabe für glaubhaft, man hatte in ihrer Familie Sinn für Märchen, das Köpfen ist erkennbar aus weiblicher Sicht erzählt. Grimms Anmerkung von 1815 verglich zum Kopfabhauen „I. 52. und 66“ (das wären KHM 52 König Drosselbart und KHM 66a Hurleburlebutz) und „II. 49“ Die weiße und die schwarze Braut. Zur 2. Auflage ließen sie es weg. Vgl. KHM 88 Das singende springende Löweneckerchen, zur Erlösung durch Kopfabschlagen u. a. KHM 57 Der goldene Vogel.